# Tanytarsus abdominalis
Tanytarsus abdominalis är en tvåvingeart som först beskrevs av Rasmus Carl Staeger 1839.  Tanytarsus abdominalis ingår i släktet Tanytarsus och familjen fjädermyggor.
Artens utbredningsområde är Danmark. Inga underarter finns listade i Catalogue of Life.